# Llewellyn Thompson
Llewellyn Thompson (Las Animas, 24 agosto 1904 – Bethesda, 6 febbraio 1972) è stato un diplomatico statunitense.
Operò in Sri Lanka, in Austria e per un lungo periodo in Unione sovietica dove durante il suo mandato poté assistere ad alcuni degli eventi più significativi della Guerra Fredda. Fu un consigliere chiave del presidente John F. Kennedy durante la crisi dei missili di Cuba.  Una valutazione del 2019 lo ha descritto come "probabilmente la figura più influente che abbia mai consigliato i presidenti degli Stati Uniti sulla politica nei confronti dell'Unione Sovietica durante la Guerra Fredda".

## Nascita e formazione
Thompson è nato a Las Animas in Colorado, figlio di un allevatore. Studiò economia presso l'Università del Colorado a Boulder.

## Morte
Thompson morì a causa di un tumore nel 1972 e venne sepolto a Las Animas dove viveva.